# Farhad Aghazade
 (août 2022).
Farhad Agazade (en azéri: Fərhad Rəhim oğlu Ağazadə ; né le 12 août 1880 à Choucha et mort le 4 janvier 1931 à Bakou) est un enseignant, linguiste et journaliste azerbaïdjanais.

## Biographie
Diplômé du séminaire de Gori en 1900,Farhad Aghazade est engagé dans des activités d'enseignement à Bakou, Choucha, Gandja et Khatchmaz  Pendant longtemps, il entretient des liens amicaux et créatifs avec Uzeyir Hadjibeyov, participe à des événements culturels et éducatifs de Bakou à Muslim Educational Society Nidjat, collabore activement avec Uzeyir Hadjibeyov dans les journaux Hayat, Irshad prépare des programmes scolaires et des manuels. Uzeyir Hadjibeyov publie  une critique du manuel d'Agazade Deuxième année (1907)dans le journal Taraggi, compilé en commun avec plusieurs enseignants. En 1909-1918, Aghazade enseigne à l'école Saadat. Il rappelle à Uzeyir Hadjibeyov, qui travaille avec lui, l'ordre de Hasan bey Zardabi de créer une œuvre musicale à grande échelle. En 1918-1920, il collabore avec Uzeyir Hadjibeyov dans le journal Azerbaïdjan.